# Bahnhofstraße 1a (Quedlinburg)

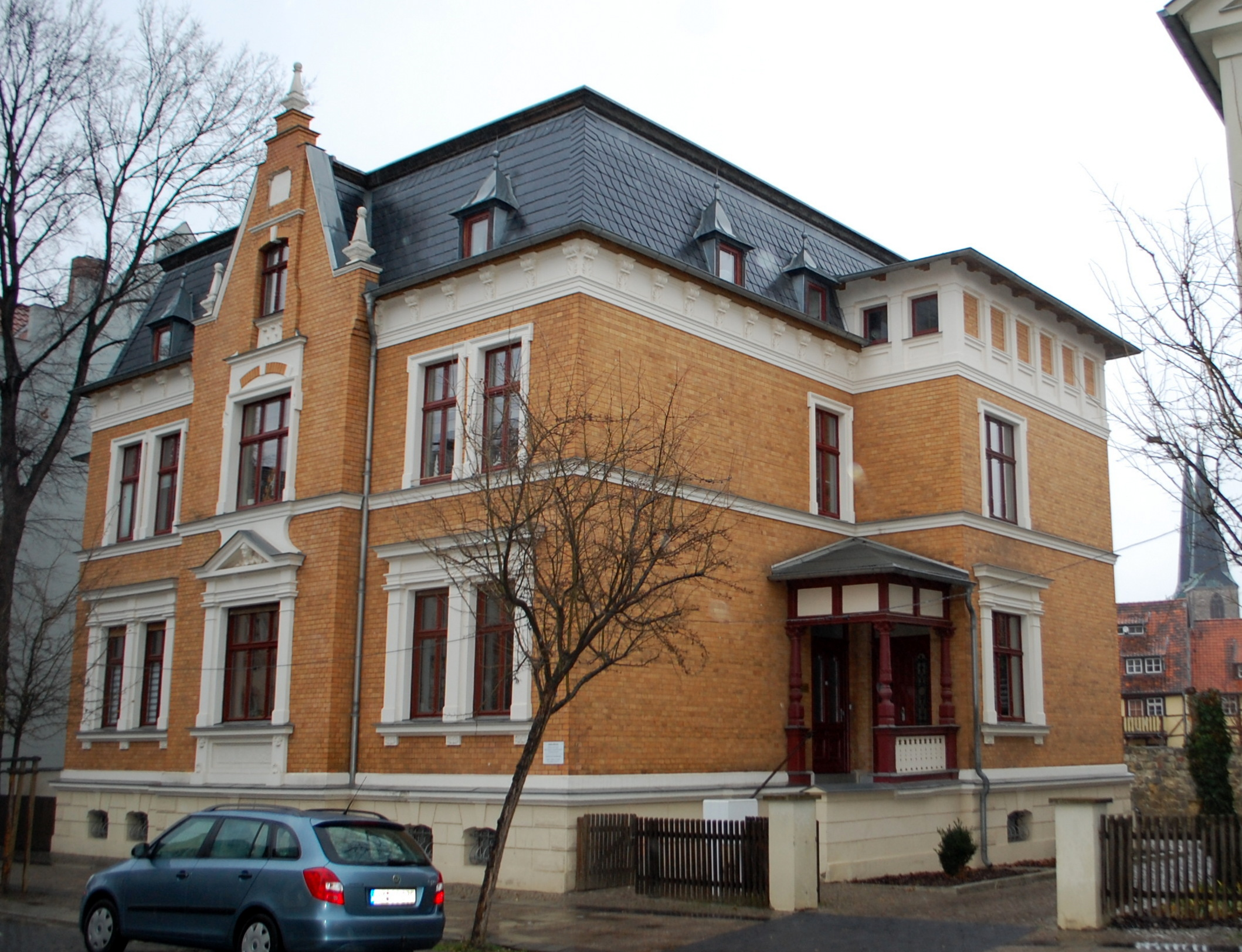
Villa Bahnhofstraße 1a

Das Haus Bahnhofstraße 1a ist ein denkmalgeschütztes Gebäude in der Stadt Quedlinburg in Sachsen-Anhalt.

## Lage
Das Gebäude ist im Quedlinburger Denkmalverzeichnis als Villa eingetragen und befindet sich südöstlich der historischen Quedlinburger Altstadt.

## Architektur und Geschichte
Die Villa entstand in den Jahren 1895/96 für den Apotheker C. Junius. Die Planung und Bauausführung lag bei R. Herrmann. Die Fassadengestaltung des historistischen Baus ist durch gelbe Klinker geprägt. Die Gesimse und Fensterrahmungen sind mit Putzdekorationen versehen. Der Baukörper selbst ist von einem sehr kubischen Erscheinungsbild.
Der Hauseingang befindet sich seitlich am Gebäude. Ihm ist eine hölzerne Säulenvorhalle vorgelagert.